# Grimes (Iowa)
Grimes è una città degli Stati Uniti d'America, situata nello Stato dell'Iowa, nella Contea di Polk e in parte nella Contea di Dallas.